# ラクスル
ラクスル株式会社（英: RAKSUL INC.）は、インターネット関連サービスを中心に展開する日本の企業。

## 概要
企業の遊休資産を利用する、いわゆるシェアリングエコノミーの手法により、「ラクスル」では印刷機の非稼動時間を、「ハコベル」では運送会社の空き時間を、それぞれ活用することで低廉な価格を実現している。とくに「ラクスル」では、印刷機の稼働率が4割程度であることに着目し、これを利用することで自社の印刷工場を持つ必要がなく、コストを削減できているとする。社長の松本恭攝はミスミの「持たざる経営」を参考にしたと語っている。
2015年には米Red Herring誌による世界で最も革新的なテクノロジーベンチャーを選出するアワード「2015 Red Herring Top Global 100」に選出された。また、日本国内においても、2019年に、経済産業省等が主催する第5回「日本ベンチャー大賞」において「経済産業大臣賞（ベンチャー企業・大企業等連携賞）」を受賞したほか、数々の受賞歴を誇る。

## 沿革
- 2009年（平成21年）9月 - 東京都新宿区にてラクスル株式会社を設立（創業者:松本恭攝）[7]
- 2010年（平成22年）4月 - 印刷通販の価格比較サービスサイト「印刷比較.com」の運営を開始
- 2010年（平成22年）9月 - 「印刷比較.com」を「ラクスル」に名前変更・サイトリニューアル
- 2014年（平成26年）7月 - テレビCMの放送を開始
- 2015年（平成27年）10月 - シンガポールに100％子会社であるRAKSUL INTERNATIONAL PTE. LTD.を設立
- 2015年（平成27年）12月 - 物流のシェアリングプラットフォーム「ハコベル」を開始
- 2018年（平成30年）5月 - 東京証券取引所マザーズに上場
- 2019年（令和元年）8月 - 東京証券取引所第1部に市場変更
- 2020年（令和2年） 4月 - 運用型のテレビCMを可能にするプラットフォーム「ノバセル」を開始
- 2020年（令和2年）6月 - ベトナムに100％子会社であるRAKSUL VIETNAM COMPANY LIMITEDを設立
- 2020年（令和2年）7月 - インドに100％子会社であるRAKSUL INDIA PRIVATE LIMITEDを設立
- 2020年（令和2年）10月 - 株式会社ペライチに出資し持分法適用関連会社化[2]
- 2020年（令和2年）12月 - 株式会社ダンボールワンに出資し持分法適用関連会社化[2]
- 2021年（令和3年）9月 - コーポレートITのプラットフォーム「ジョーシス」を開始
- 2021年（令和3年）9月 - ネットスクウェア株式会社に出資し持分法適用関連会社化[8]
- 2022年（令和4年）2月 - 株式会社ダンボールワンを完全子会社化[9][10]、ノバセル事業をノバセル株式会社に[11]、ジョーシス事業をジョーシス株式会社[12] に分社化
- 2022年（令和4年）3月 - ジョーシス株式会社を持分法適用関連会社に異動[13]
- 2022年（令和4年）4月 -	東京証券取引所プライム市場に移行
- 2022年（令和4年）8月 - ハコベル事業をハコベル株式会社に分社化、セイノーホールディングスに対して第三者割当増資を実施することで持分法適用関連会社に異動[14]
- 2023年（令和5年）7月 - ネットスクウェア株式会社を持分法適用関連会社から除外[15]。
- 2023年（令和5年）8月 - 株式会社ダンボールワンを吸収合併[16]。ネットスクウェア株式会社からラクスル向け事業を分社化した株式会社ラクスルファクトリーを完全子会社化[15]。松本恭攝 取締役会長に就任、永見世央 代表取締役社長CEOに就任[17]。
- 2023年（令和5年）10月 - 株式会社AmidAホールディングスを連結子会社化[18]。

## サービス
- 印刷・広告のシェアリングプラットフォーム「ラクスル」

インターネットからチラシや冊子、パンフレット、ポスターなどの印刷や、新聞折込やポスティングの印刷から配布を一気通貫で行うことができる。
- ノベルティ・オリジナルグッズ制作プラットフォーム「ラクスル グッズ・ノベルティ」

インターネットからオリジナルTシャツや名入れカレンダーなどの自作のオリジナルグッズを、デザイン制作から印刷までをネットの中で完結することができる。

## テレビ番組
- 日経スペシャル カンブリア宮殿 効率の悪い業界に変革を！ 「ラクスル」急拡大の秘密（2022年6月2日、テレビ東京）- 社長 松本恭攝出演[7]。

## 関連会社

### 連結子会社
- 株式会社ハンコヤドットコム
- ノバセル株式会社

ラクスル独自の広告手法とテレビCMの広告効果測定を行うことができる「ノバセルアナリティクス」の活用により、広告投資の最適化を目指しながら、“運用型のテレビCM”として企画・制作・放映・分析まで一気通貫して提供している。
- 株式会社ラクスルファクトリー

### 持分法適用関連会社
- 株式会社ペライチ
- ジョーシス株式会社
- ハコベル株式会社

荷物を送りたい企業・個人と空き時間に仕事を受注したい軽貨物ドライバーをマッチングする「ハコベルカーゴ」と物流業者向けの配車管理・求貨求車システムの「ハコベルコネクト」の2つのサービスがある。